# Psittacanthus schiedeanus
Psittacanthus schiedeanus là một loài thực vật có hoa trong họ Loranthaceae. Loài này được (Schltdl. & Cham.) Blume miêu tả khoa học đầu tiên năm 1830.
Đây là loài bản địa Panamá, Costa Rica, Honduras và Mexico. 
Psittacanthus schiedeanus là một loài bán kí sinh phát triển đến 1–2 mét (3–7 ft) với thân tứ giác bằng phẳng ở các nút. Các giác mút là lớn. Những chiếc lá màu xanh lá cây hơi xanh là không đối xứng và dài khoảng 20 cm (8 in) và rộng 8 cm (3 in), với cuống lá mập mạp và gân lá hình lông chim. Cụm hoa nằm phần cuối. Quả là quả mọng.

## Hình ảnh

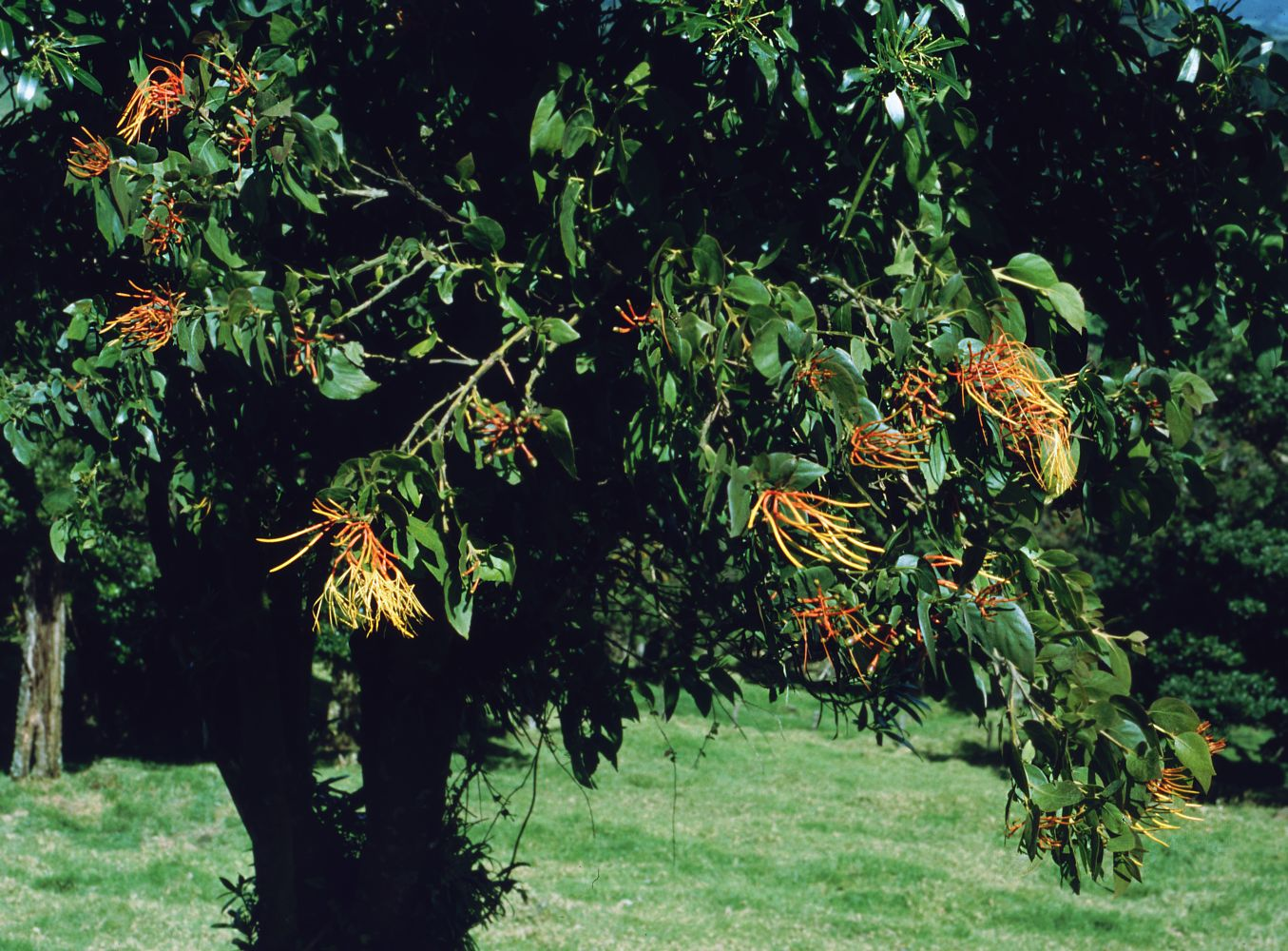